# Halgerda

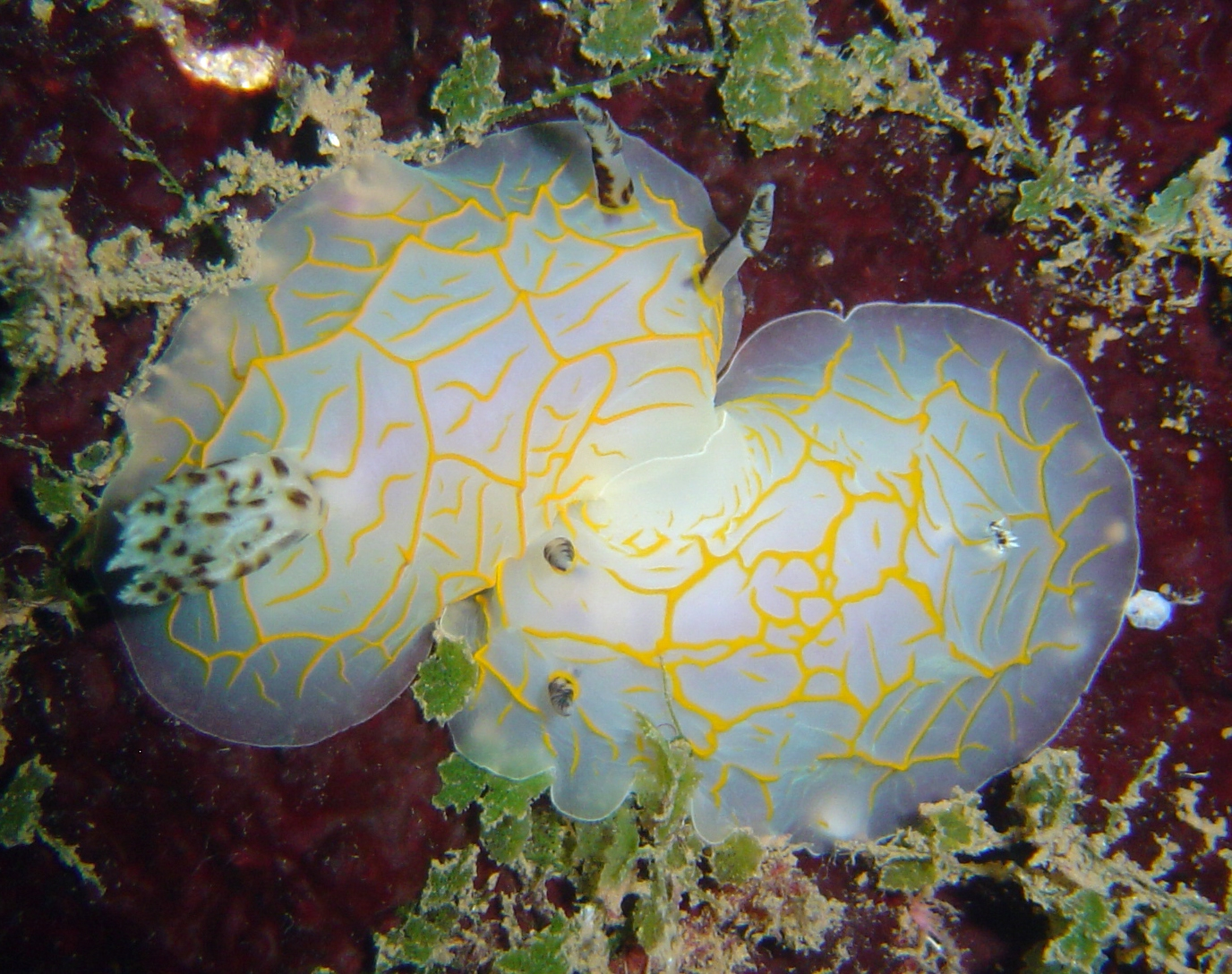
Pareja de Halgerda guahan en Guam

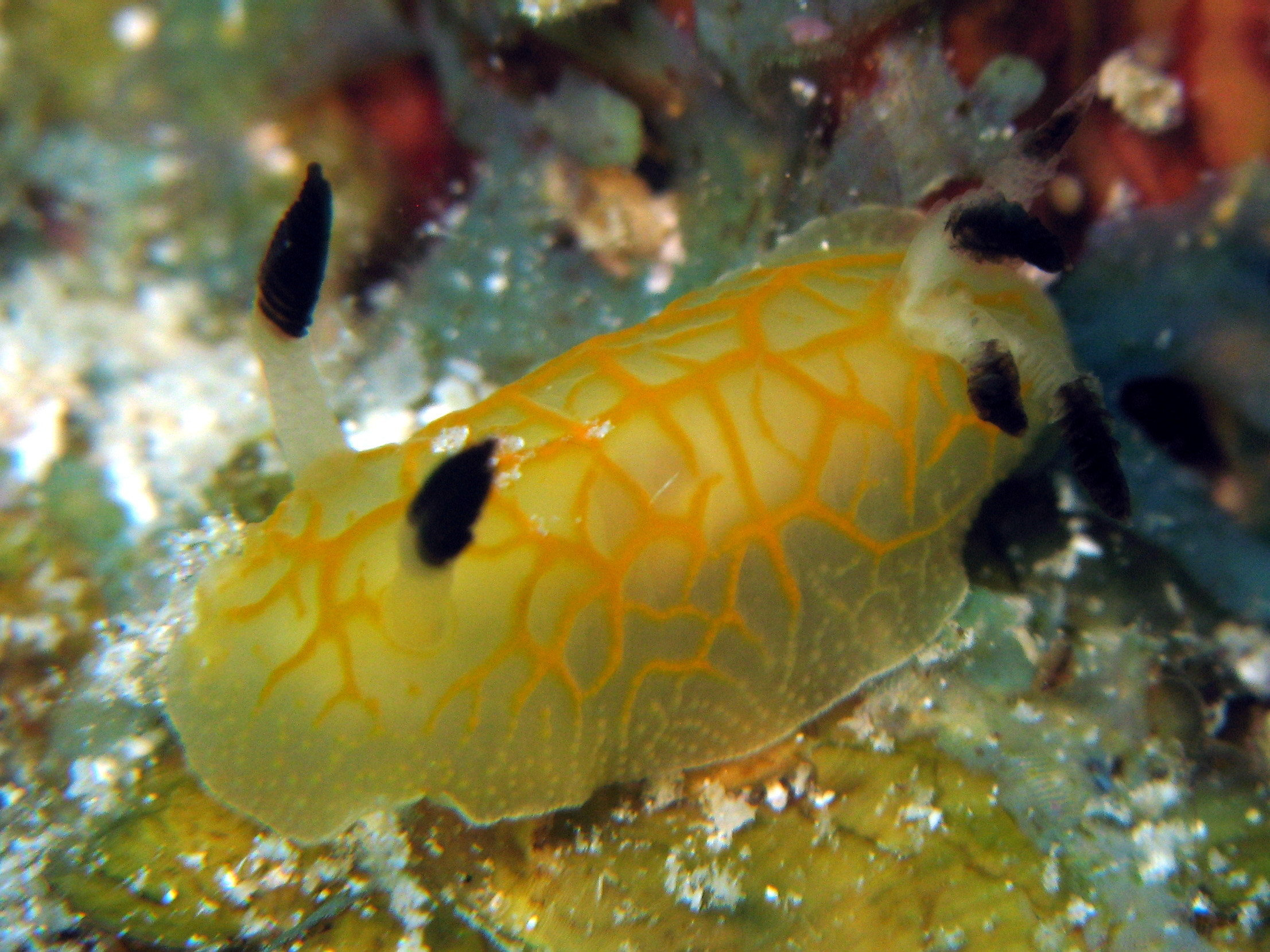
Halgerda formosa

Halgerda es un género de moluscos nudibranquios de la familia Discodorididae.

## Especies
El Registro Mundial de Especies Marinas reconoce un total de 35 especies válidas en el género Halgerda:
- Halgerda abyssicola Fahey & Gosliner, 2000
- Halgerda albocristata Gosliner & Fahey
- Halgerda aurantiomaculata  (Allan, 1932)
- Halgerda azteca Fahey & Gosliner, 2000
- Halgerda bacalusia Fahey & Gosliner, 1999
- Halgerda batangas Carlson & Hoff, 2000
- Halgerda brunneomaculata Carlson & Hoff, 1993
- Halgerda brycei Fahey & Gosliner, 2001
- Halgerda carlsoni Rudman, 1978
- Halgerda dalanghita Fahey & Gosliner, 1999
- Halgerda diaphana Fahey & Gosliner, 1999
- Halgerda dichromis Fahey & Gosliner, 1999
- Halgerda elegans Bergh, 1905
- Halgerda fibra Fahey & Gosliner, 2000
- Halgerda formosa  (Bergh, 1905)
- Halgerda graphica Basedow & Hedley, 1905
- Halgerda guahan Carlson & Hoff, 1993
- Halgerda gunnessi Fahey & Gosliner, 2001
- Halgerda johnsonorum Carlson & Hoff, 2000
- Halgerda malesso Carlson & Hoff, 1993
- Halgerda maricola Fahey & Gosliner, 2001
- Halgerda okinawa Carlson & Hoff, 2000
- Halgerda onna Fahey & Gosliner, 2001
- Halgerda orientalis Lin, 1991
- Halgerda orstomi Fahey & Gosliner, 2000
- Halgerda paliensis  (Bertsch & Johnson, 1982)
- Halgerda punctata Farran, 1902
- Halgerda stricklandi Fahey & Gosliner, 1999
- Halgerda terramtuentis Bertsch & Johnson, 1982
- Halgerda tessellata  (Bergh, 1880)
- Halgerda theobroma Fahey & Gosliner, 2001
- Halgerda toliara Fahey & Gosliner,1999
- Halgerda wasinensis Eliot, 1904
- Halgerda willeyi Eliot, 1904
- Halgerda xishaensis Lin, 1975

Especies cuyo nombre ha dejado de ser aceptado por sinonimia:
- Halgerda apiculata (Alder & Hancock, 1864) aceptado como Sclerodoris apiculata (Alder & Hancock, 1864)

## Galería

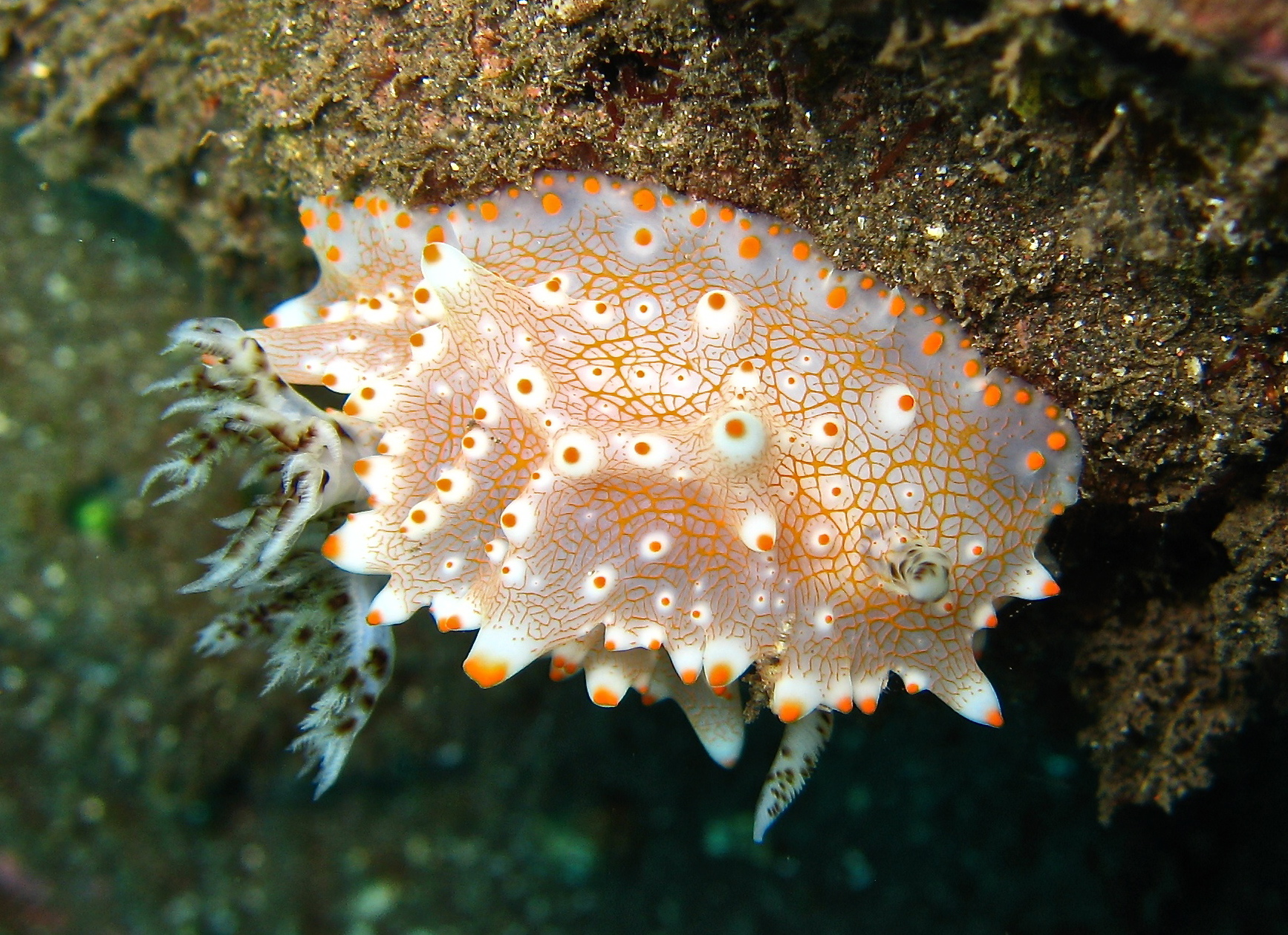
Halgerda batangas
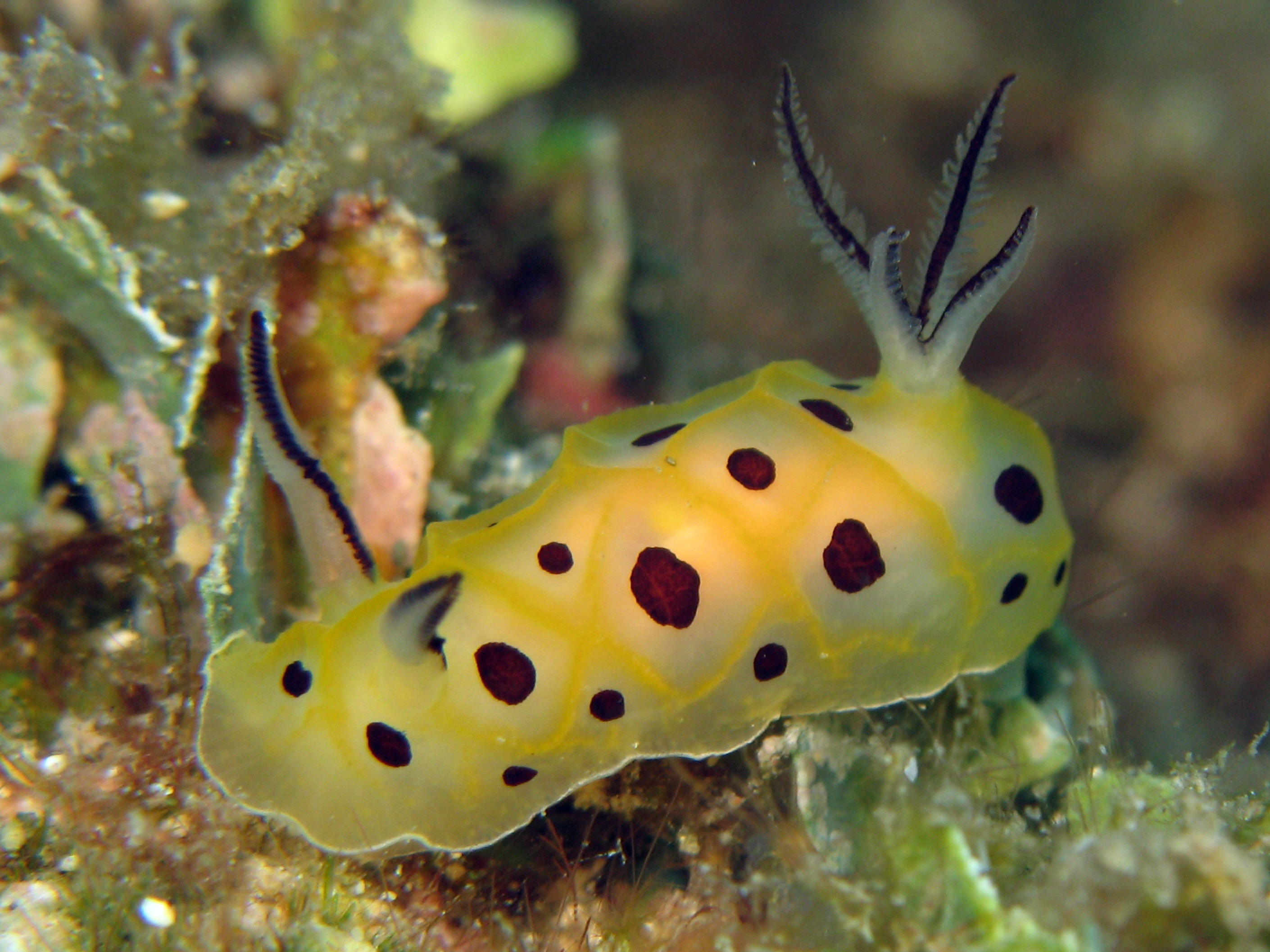
Halgerda brunneomaculata
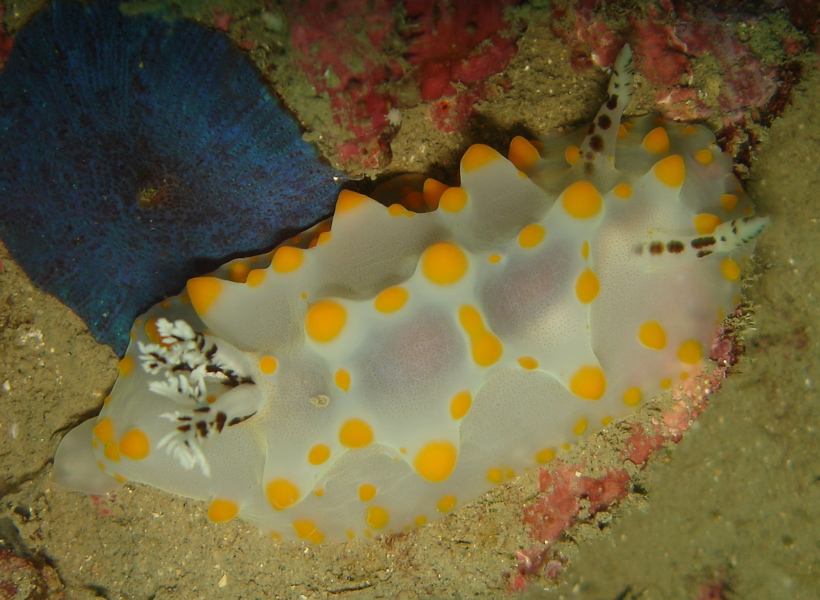
Halgerda carlsoni
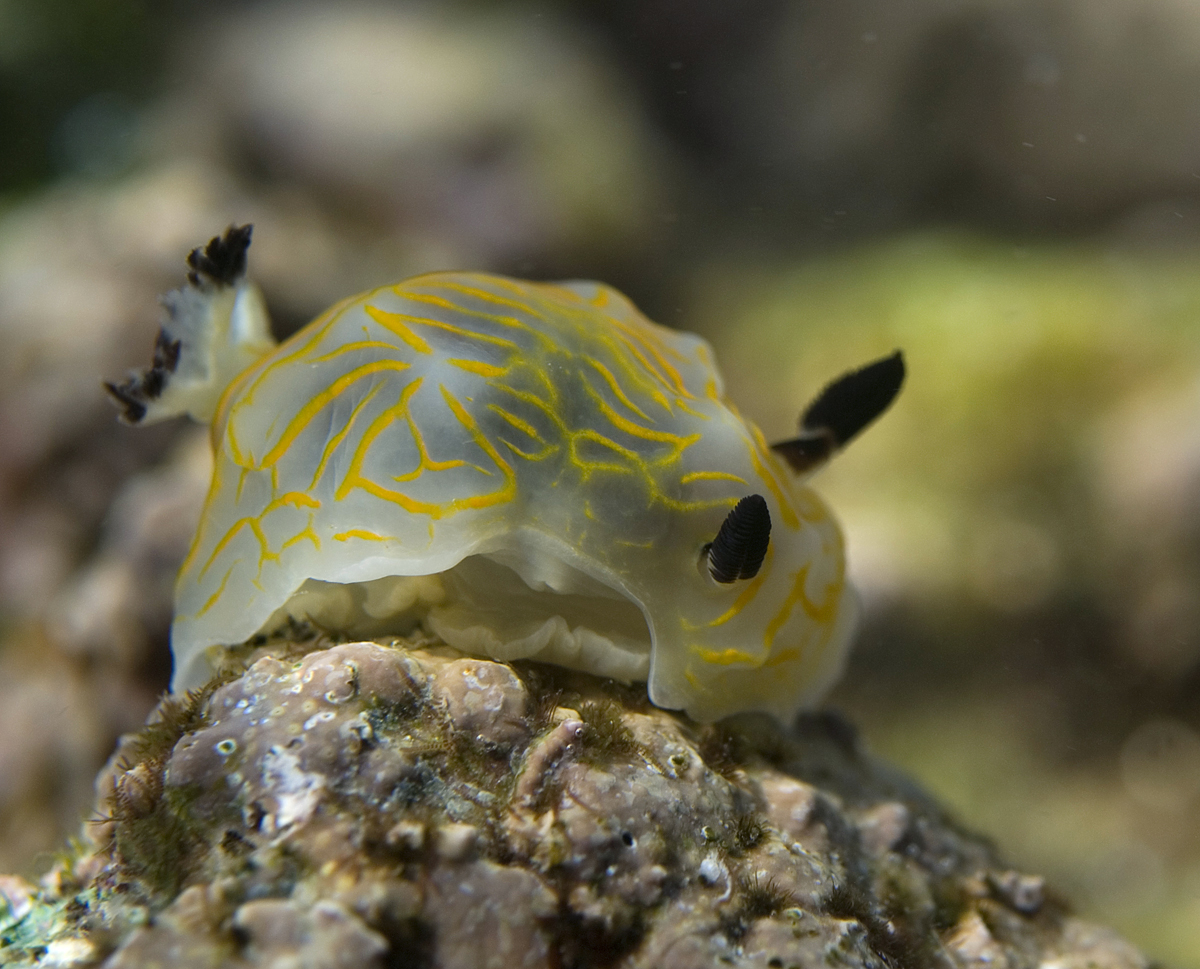
Halgerda formosa
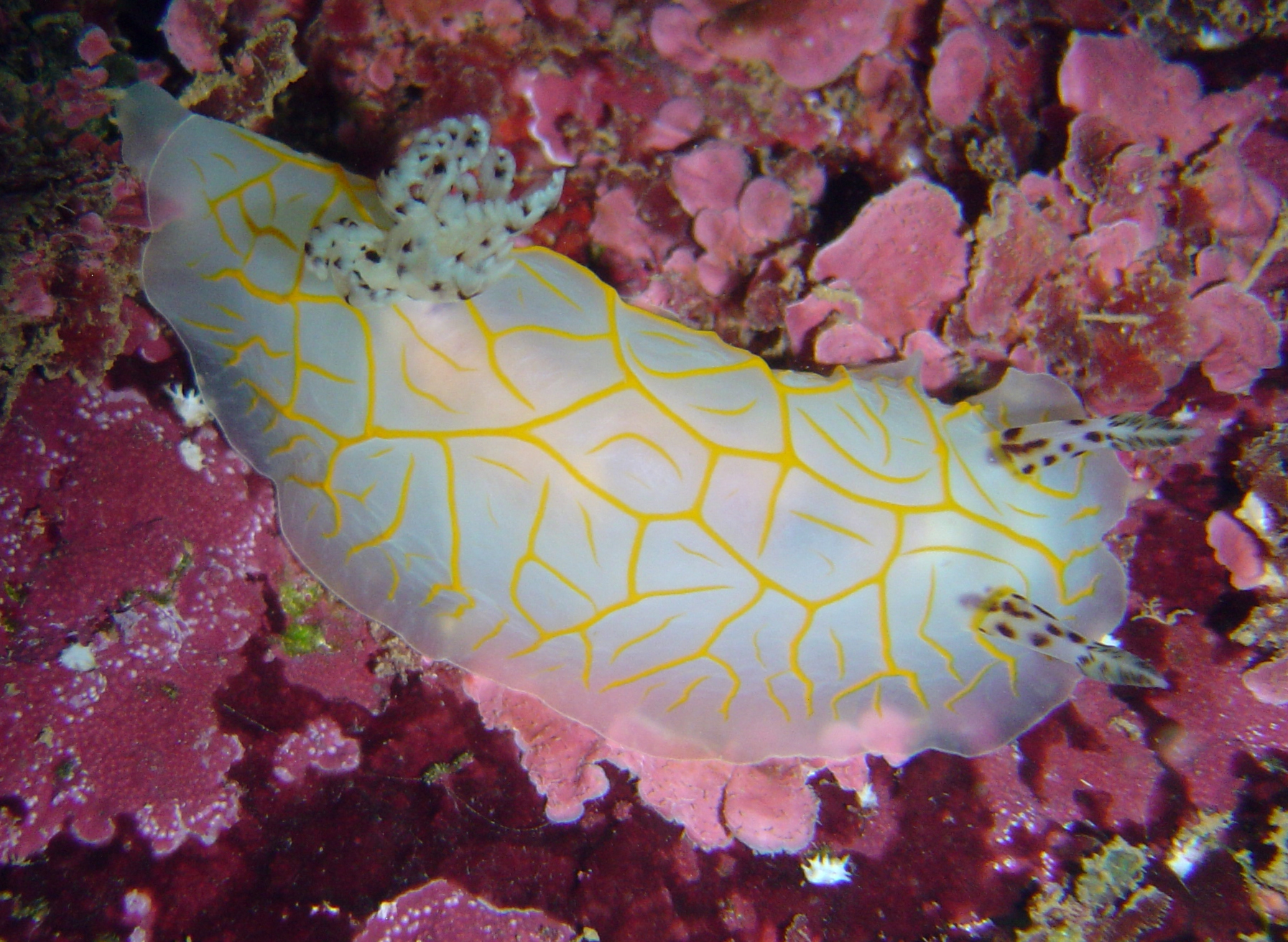
Halgerda guahan
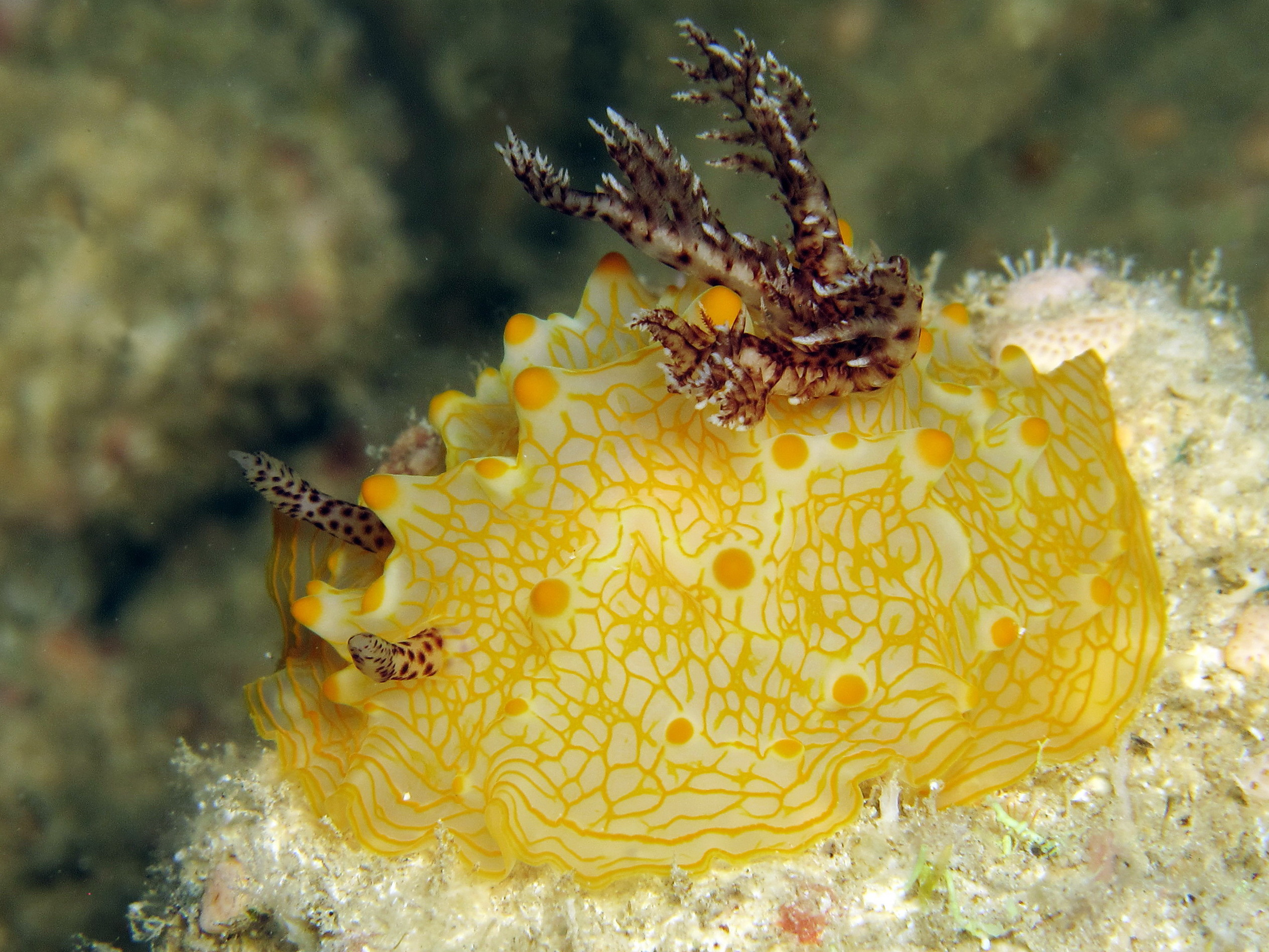
Halgerda malesso
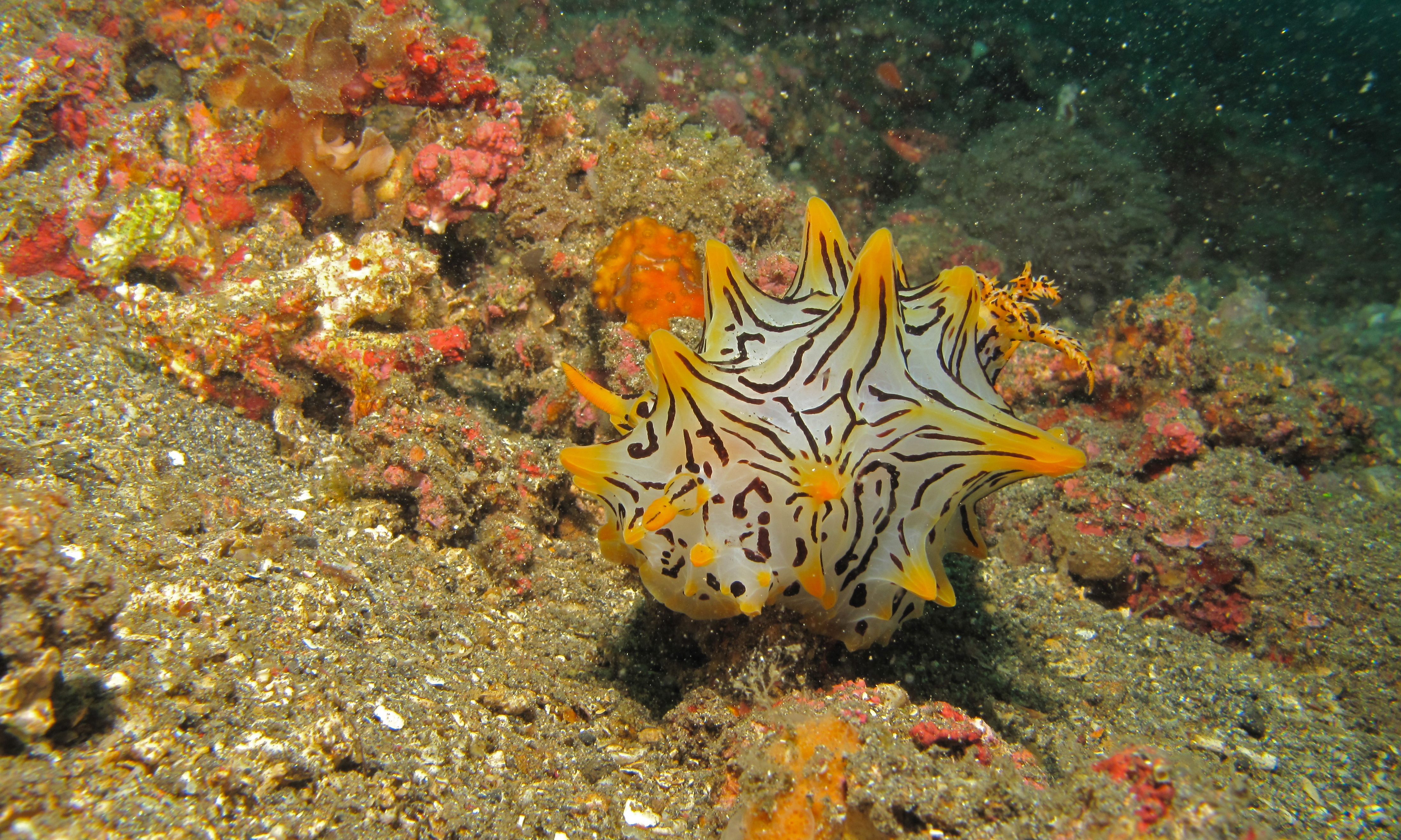
Halgerda okinawa
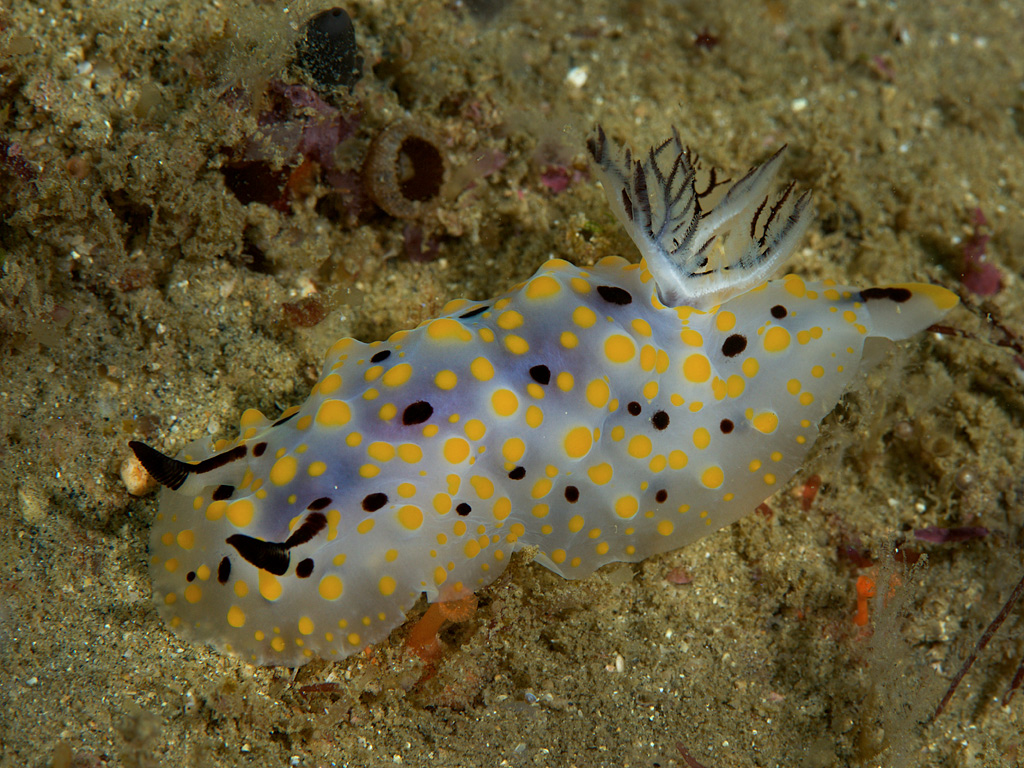
Halgerda punctata
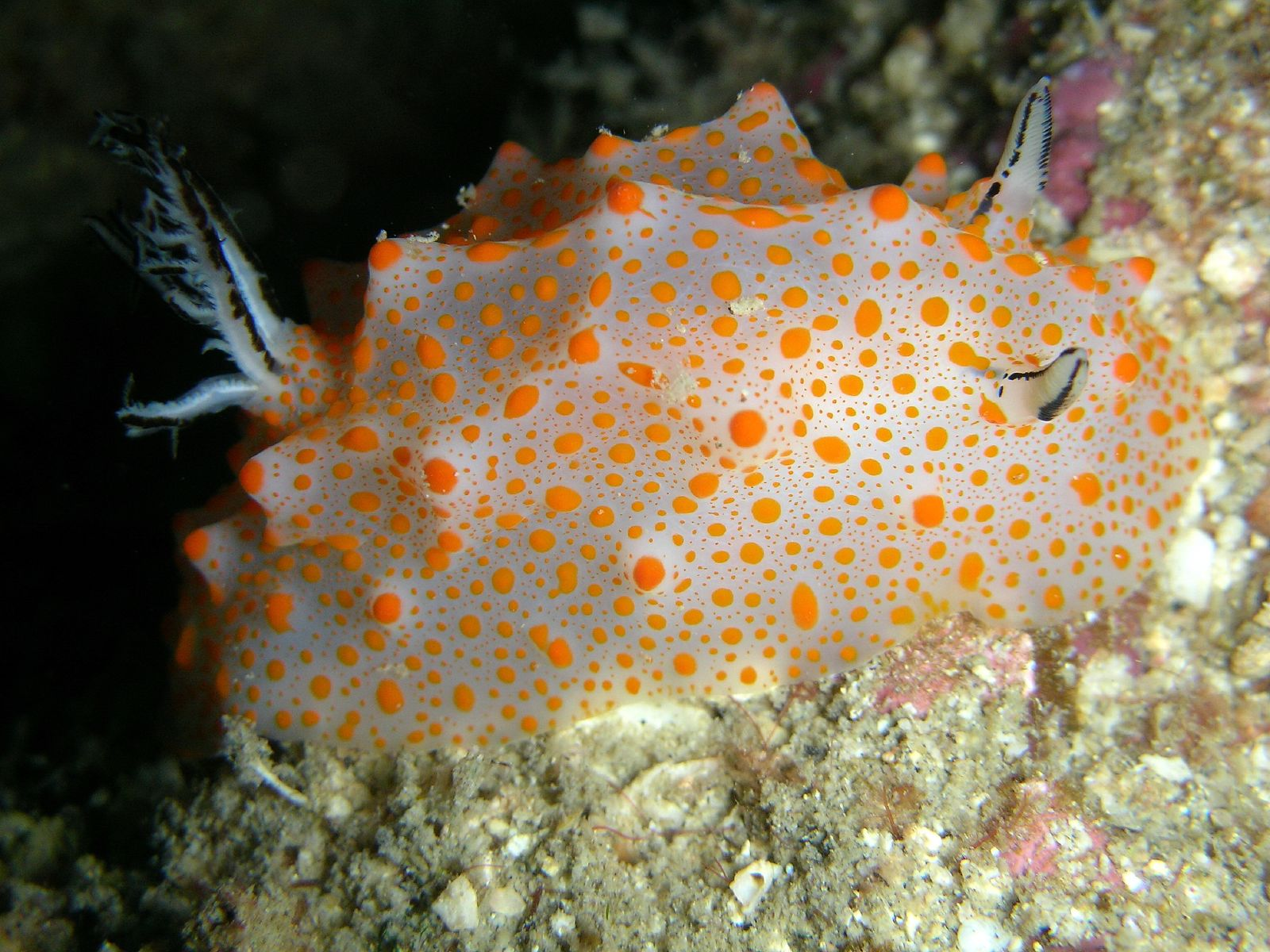
Halgerda stricklandi
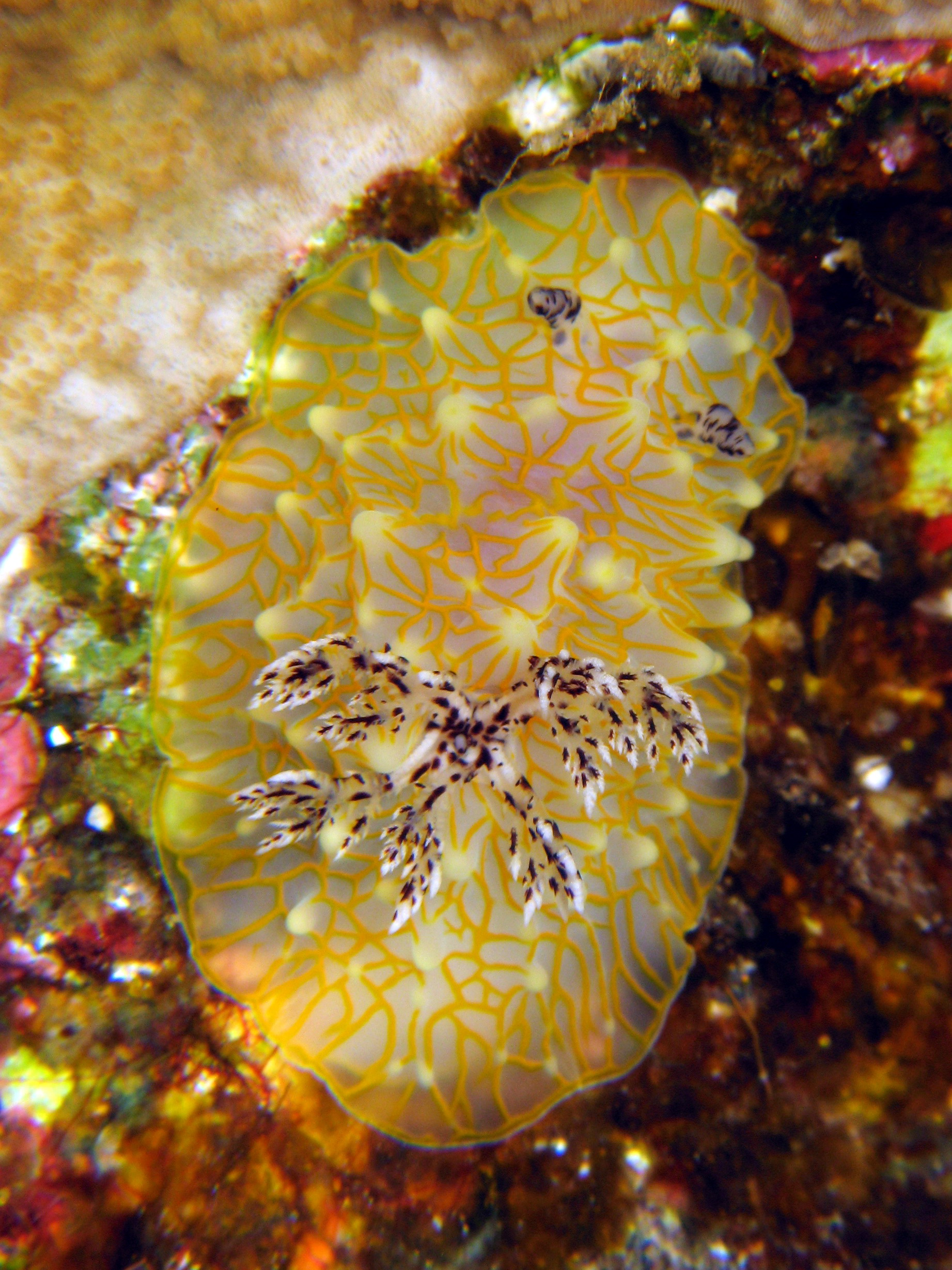
Halgerda terramtuentis
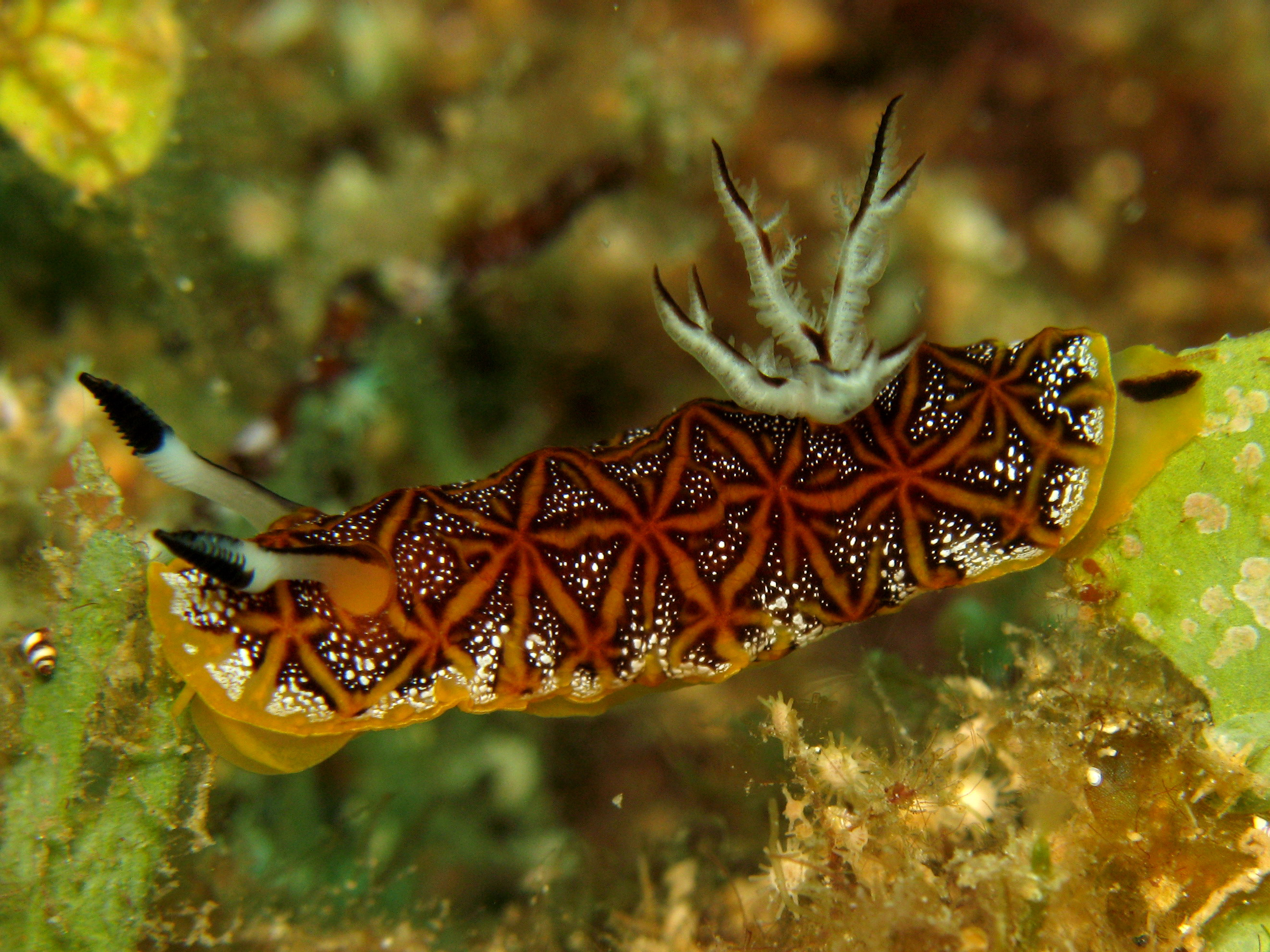
Halgerda tessellata
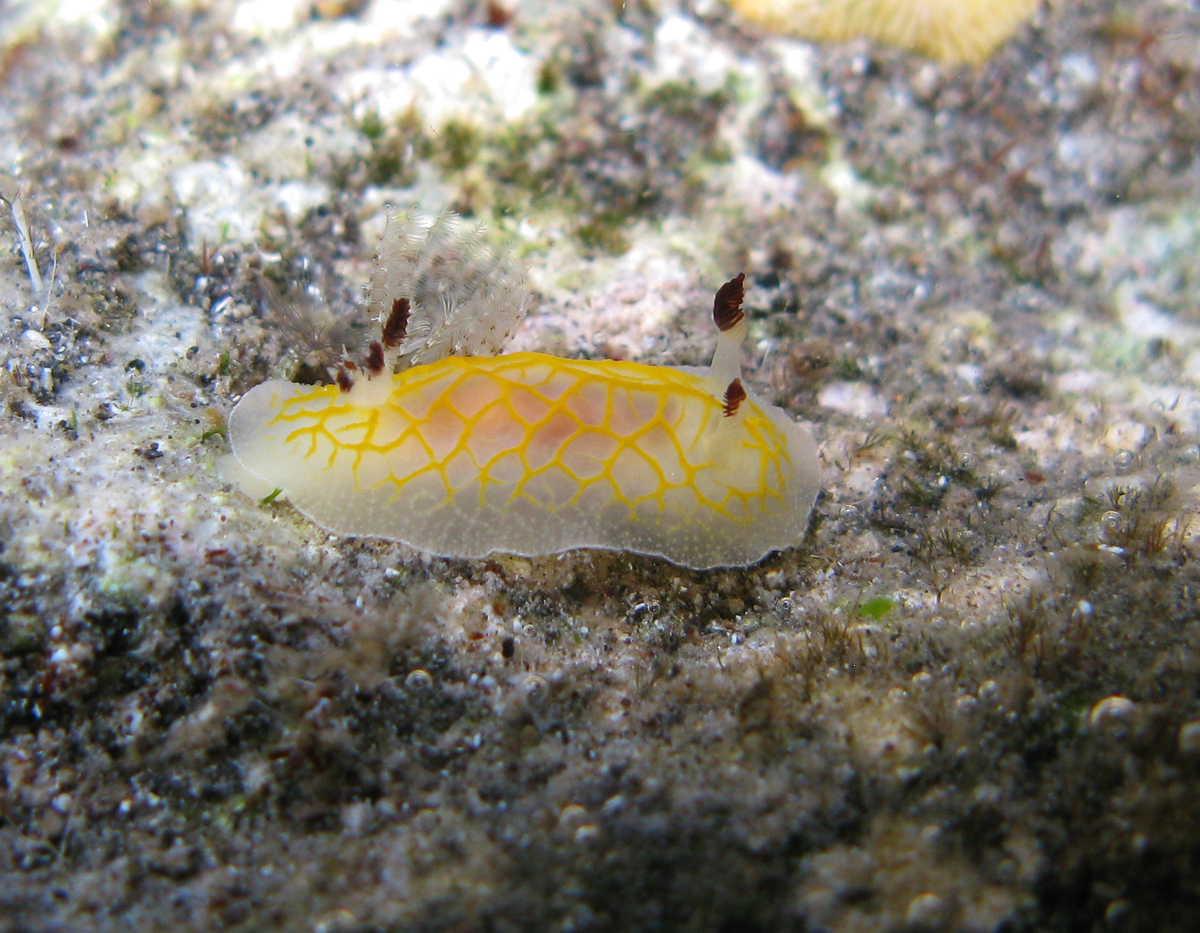
Halgerda toliara
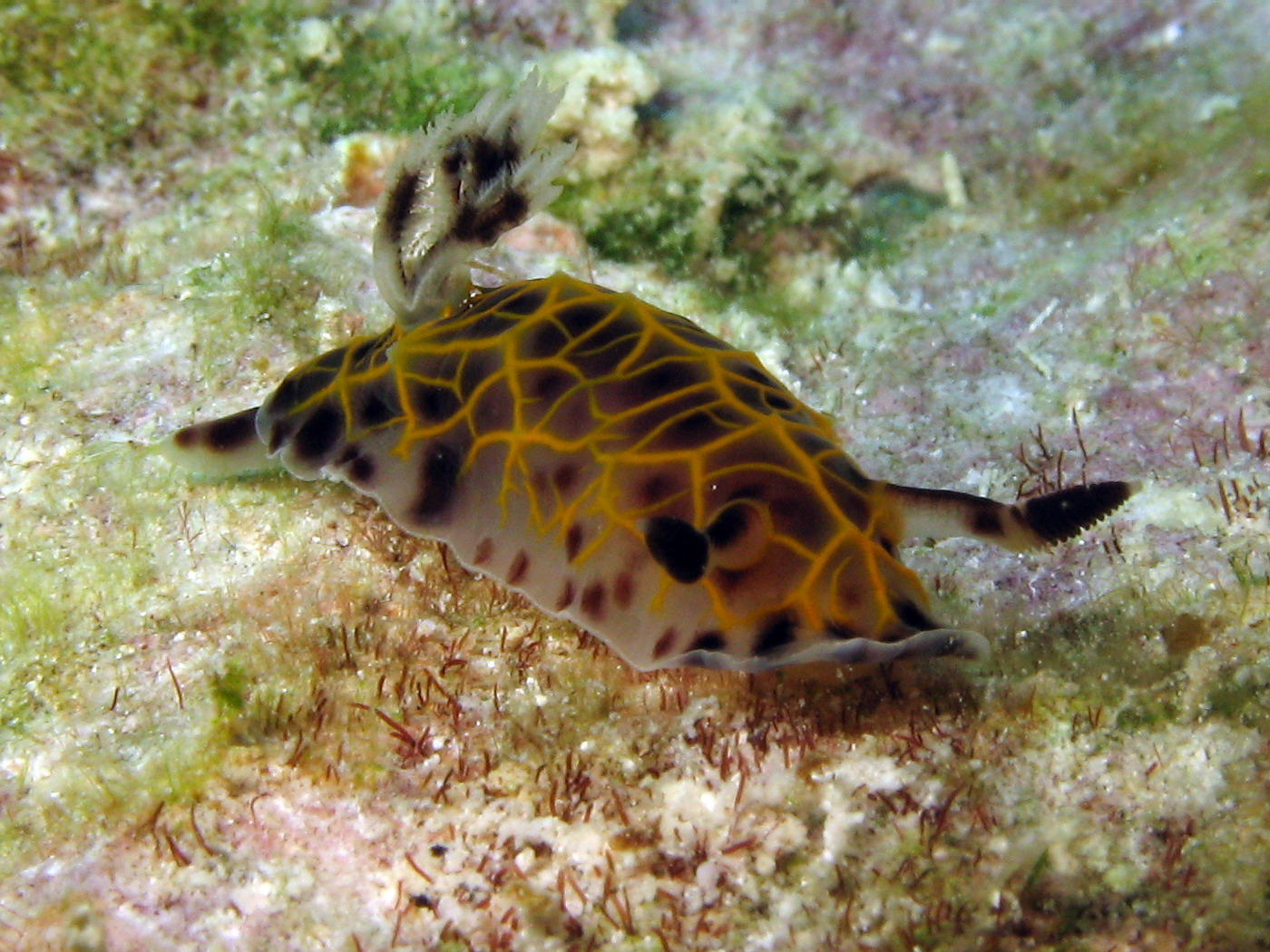
Halgerda wasinensis
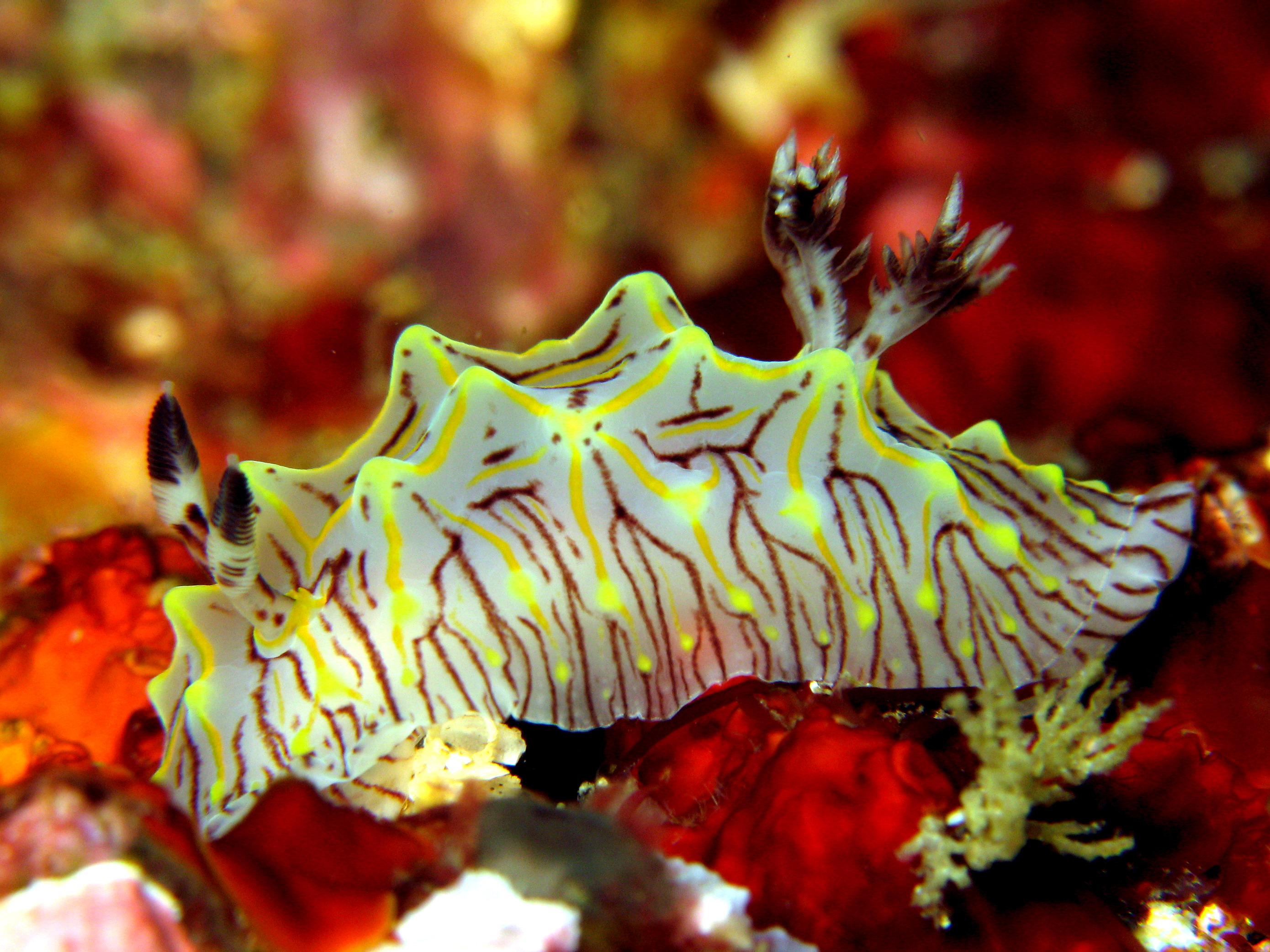
Halgerda willeyi